# 13. Waffen-Gebirgs-Division der SS „Handschar“ (kroatische Nr. 1)
Die 13. Waffen-Gebirgs-Division der SS „Handschar“  (kroatische Nr. 1) war eine der Gebirgs-Divisionen der Waffen-SS während des Zweiten Weltkrieges.
Die Division bestand größtenteils aus Bosniaken und wurde in Bosnien rekrutiert und bei Mittenwald aufgestellt und ausgebildet. Der Name leitet sich vom Handschar, einem Krummdolch, ab.
Die Division war an vielen deutschen Kriegsverbrechen in Jugoslawien beteiligt.

## Geschichte

### Aufstellung und Ausbildung
Reichsführer SS Heinrich Himmler schwärmte für die weltanschauliche Verbundenheit zwischen Nationalsozialismus und dem Islam. Die Ideologie der Muslimbruderschaft, die aus dem Koran abgeleitet wurde, schien sich in einigen Punkten mit der der Nationalsozialisten zu decken – insbesondere bei der Judenfrage. So wurde 1943 nach dem Besuch des Großmufti Mohammed Amin al-Husseini ein Schreiben herausgegeben, in dem angeordnet wurde, das Wort „Antisemitismus“ ab sofort zu vermeiden, da unter dem Begriff „Semiten“ auch die Araber zählen würden und man diese so nicht mit den Juden gleichstellen wollte: „Mit der Verwendung dieses Wortes wird immer die arabische Welt getroffen, die nach Aussagen des Großmufti überwiegend deutschfreundlich ist. Das feindliche Ausland benutzt den Hinweis, daß wir mit dem Wort ‚Antisemitismus‘ arbeiten und damit auch bekunden wollen, daß wir die Araber mit den Juden in einen Topf werfen.“

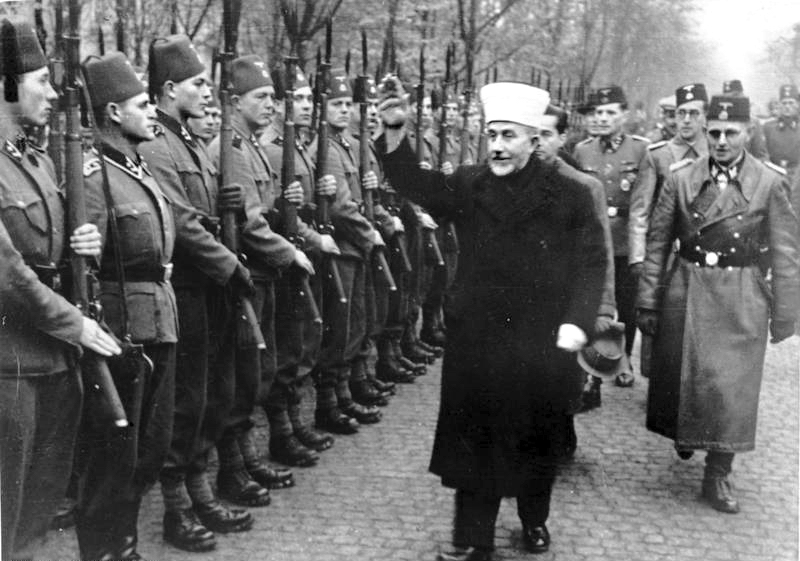
Amin al-Husseini inspiziert die Handschar-Division am 13. Januar 1944

Der Begriff „Muselgermanen“, dessen Konzept von Himmler entwickelt worden war, wurde auch für die von al-Husseini, der als Begründer des palästinensischen Nationalismus gilt, 1941 für die Waffen-SS rekrutierten Soldaten in Bosnien-Herzegowina verwendet. Der Großmufti sah ebenso wie Hitler eine ideologische Übereinstimmung und lobte während seines Aufenthalts in Berlin Hitler als einen „von der gesamten arabischen Welt bewunderten Führer“ und erhoffte sich, dass man Luftangriffe auf Tel Aviv führen würde. Ab 1943 war al-Husseini, der Großmufti von Jerusalem, in seiner Funktion als SS-Mitglied mit der Organisation und Ausbildung von bosniakischen Wehrmachteinheiten und Waffen-SS-Divisionen befasst.
Jeffrey Herf teilte Einzelheiten über den ideologischen Bezug der Nazis zur Handschar-Division mit und gab eine lange Rede Himmlers vom 11. Januar 1944 vor Führungskadern in Neuhammer wieder, in der dieser die gemeinsamen Ziele hervorhob. Himmler berief sich dafür auf „Gott“ (you say Allah, it is of course the same thing). Der Führer werde die ganze Welt von den Juden befreien. Herf interpretiert, dass neben gemeinsamen Propaganda-Aktionen im islamischen Raum die Handschar das zweite realisierte Kooperations-Projekt von Nazis und Islamisten war. Im April 1944 wurde ein Imam-Institut für die Ausbildung geistlicher Führer der Truppe gegründet. Karl-Gustav Sauberzweig, der deutsche Leiter der Truppe, meinte, die Handschar-Kämpfer beginnen, in Hitler den „Zweiten Propheten“ der islamischen Lehre zu sehen. Dieser Topos wurde auch im RSHA 1943 ausgiebig und hochrangig diskutiert: Himmlers RSHA unternahm viel, um Hitler mit jenen Kriegern gleichzusetzen, die Allah auf die Erde sende, um die Juden zu bekämpfen, und zwar in Bezug auf die endzeitliche Wiederkehr eines Propheten. Er und al-Husseini betonten die gemeinsame völkische Grundlage. Al-Husseini leitete aus dem Monotheismus den Gehorsam vor dem einen Führer ab, sei dieser religiöser, politischer oder militärischer Art; sowie die Betonung von Disziplin und Gehorsam, von Arbeit und Kampf. „Islam“ und Nationalsozialismus haben sich hier eng aufeinander zubewegt, meint Herf.

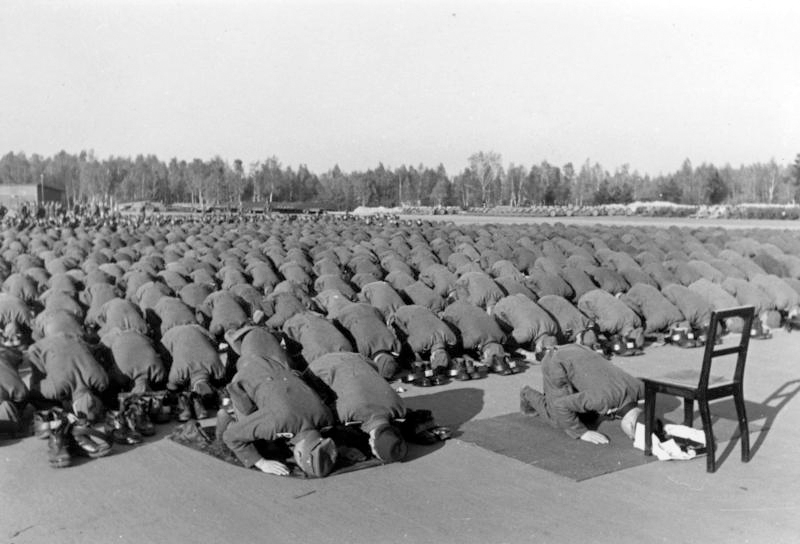
Bosnische SS-Freiwillige beim Gebet (November 1943), Aufnahme einer SS-Propagandakompanie

Die größte bosniakische Truppe war die 13. Waffen-Gebirgs-Division der SS. Sie wurde nach dem Handschar, einem arabischen Krummsäbel, auch Handschar-Division genannt. Einige bosnische Muftis und Imame unterstützen den Rekrutierungsvorstoß, und jede Einheit in der Division bekam einen jungen Mufti als geistlichen Ratgeber. Die Offiziere waren jedoch fast alle „Volksdeutsche“. Der Imam der Handschar-Division war Salih Sabanovic, ein Absolvent der Imam-Akademie Zagreb. Nach 1945 spielte er in München eine gewisse Rolle, als die alten NS-Kämpfer aus SS und Wehrmacht sowie der sogenannten „Freiwilligen-Bewegung“, z. B. Kirimal, ihre Freimann-Moschee planten und im Vorbereitungskomitee („Moscheebaukommission“) überlegenen Gegenwind von der CIA und den Muslimbrüdern unter Said Ramadan bekamen.

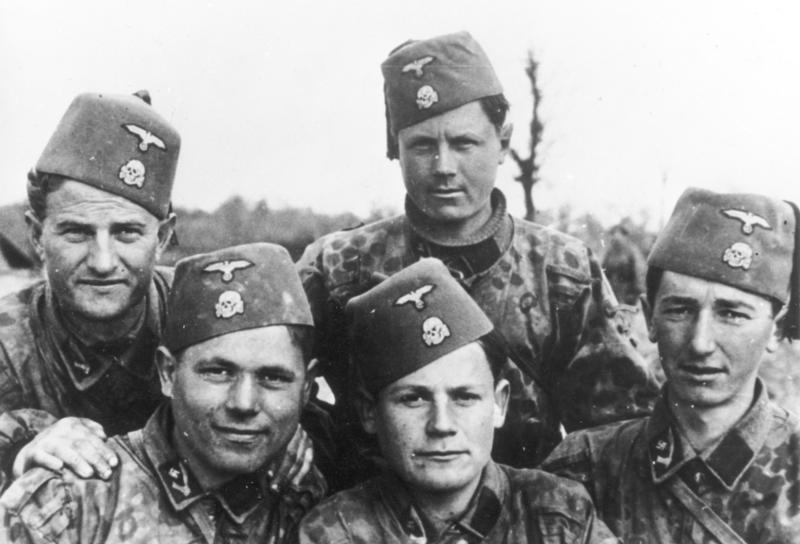
Soldaten der „Handschar“ (1943)

Die Division wurde am 1. März 1943 als Kroatische SS-Freiwilligen-Division aufgestellt. Ende April 1943 waren bereits 12.000 Männer angeworben. Am 22. Oktober 1943 wurde die Division in 13. SS-Freiwilligen (bosnisch-herzegowinische)-Gebirgs-Division (Kroatien) umbenannt, bevor sie im Juni 1944 ihren endgültigen Namen erhielt.
Zur Enttäuschung der Bosniaken, die zu der Annahme verleitet worden waren, dass die Division zum Schutz ihrer Städte und Dörfer eingesetzt werden würde, wurden die Rekruten im Sommer 1943 zu einer langen Ausbildung nach Deutschland und Frankreich geschickt. Als ihre in Südfrankreich stationierten Verbände jedoch im September 1943 mit den dortigen deutschen Besatzungstruppen aneinandergerieten und in Kämpfe um einige Dörfer und Kleinstädte verwickelt wurden, unter anderem in Villefranche-de-Rouergue einen Tag lang das Kommando übernommen hatten, verlegte die Waffen-SS die bosnische Division nach Schlesien.

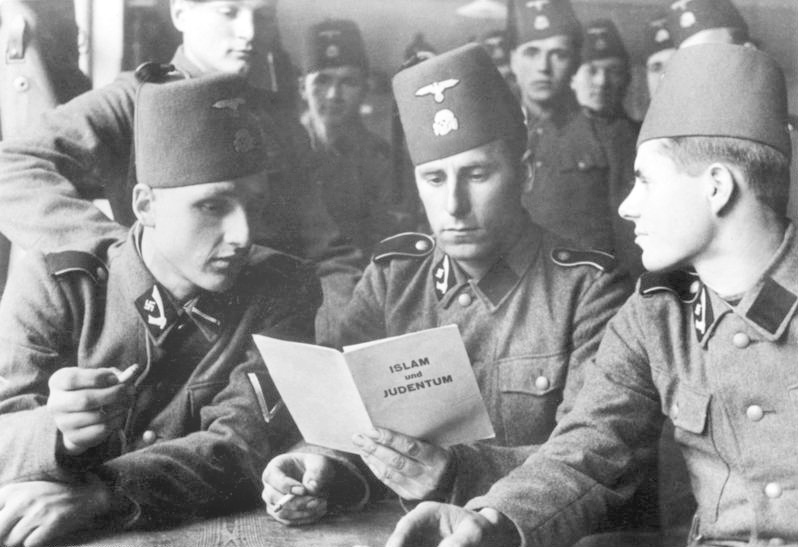
Soldaten der 13. Waffen-Gebirgs-Division der SS „Handschar“ (kroatische Nr. 1) bei der Ausbildung in Südfrankreich; Lesen einer Broschüre „Islam und Judentum“, Aufnahme der Propagandakompanie der SS, ca. Sommer 1943

### Einsatz
Ab Februar 1944 führte die Division Operationen gegen kommunistische Partisanen auf dem Balkan durch, wobei sie durch exzessive Grausamkeiten auffiel. Im Frühjahr und Sommer 1944 wurden sie in Nord- und Ostbosnien stationiert und übten als Vergeltung Mord und andere Verbrechen an der dortigen serbischen Bevölkerung aus. Die genaue Zahl der Opfer ist nicht bekannt; sie wird teilweise bis auf mehrere tausend geschätzt.

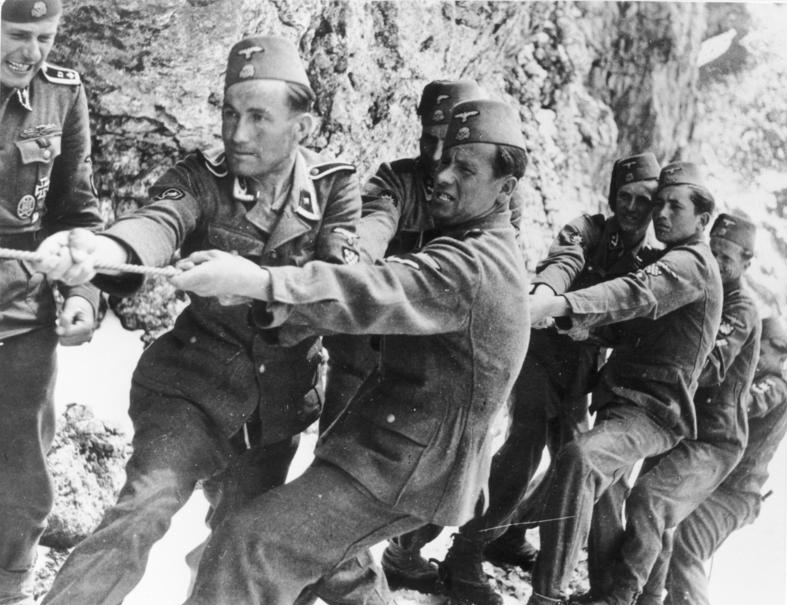
„Handschar“ im Einsatz (Mai 1944)

Die bosnischen SS-Einheiten operierten auf dem nominell von der Ustascha kontrollierten Gebiet des „Unabhängigen Staates Kroatien“ und kämpften zusammen mit den kroatischen Streitkräften unter einem gemeinsamen Oberkommando, das ab 1943 offiziell dem Deutschen Reich unterstand.
Sie waren jedoch kein Teil der Ustascha oder der Armee des „Unabhängigen Staates Kroatien“, sondern wurden von deutscher Seite selbstständig aufgestellt. Trotz der Einwilligung der kroatischen Kollaborationsregierung zur Rekrutierung wurden diese SS-Verbände misstrauisch beobachtet, da die Regierung bosniakischen Separatismus befürchtete.
Nach den militärischen Erfolgen der Partisanen unter Tito im September 1944 forderte dieser in einem Ultimatum alle kroatischen und bosnischen Soldaten auf, sich den Partisanen anzuschließen. Rund 2.700 Mann der Handschar-Division kamen dieser Aufforderung nach. Als die Ustascha als Gegenmaßnahme versuchte, die muslimische Bevölkerung mit Gruppenhinrichtungen einzuschüchtern, zerfiel die Division weiter. Im Oktober meldeten die deutschen Behörden in Zagreb nach Berlin, dass die Verbände nicht mehr einsetzbar seien. Im Dezember ließ Himmler die Division auflösen. Leute, die weiter zu den Deutschen hielten, wurden in andere Truppenteile eingegliedert oder kamen als „Fremdarbeiter“ ins Reich. Beim Rückzug vom Balkan wurde das kroatische Personal entlassen. Die Reste der Division gerieten später in Kärnten in britische Gefangenschaft.

## Zusammensetzung
Die Division bestand überwiegend aus bosniakischen Freiwilligen, aber auch Volksdeutschen, allerdings gab es auch eine Anzahl Angehöriger, die unter Druck rekrutiert wurden. Sie umfasste ca. 21.000 Mann, darunter auch Personal der nur in Teilen aufgestellten 23. Waffen-Gebirgs-Division der SS „Kama“ (kroatische Nr. 2).

## Gliederung
- Waffen-Gebirgs-Jäger-Regiment der SS 27
- Waffen-Gebirgs-Jäger-Regiment der SS 28
- SS-Waffen-Artillerie-Regiment 13
  - SS-Gebirgs-Panzerjäger-Abteilung 13
  - Kroatische SS-Panzer-Abteilung
  - Kroatisches SS-Kradschützen-Bataillon
  - Kroatische SS-Kavallerie-Abteilung
  - Kroatisches SS-Radfahr-Bataillon
  - SS-Gebirgs-Aufklärungs-Abteilung 13
    - SS-Panzer-Aufklärungszug

  - SS-Gebirgs-Pionier-Bataillon 13
  - SS-Flak-Abteilung 13
  - SS-Gebirgs-Nachrichten-Abteilung 13
- SS-Divisions-Nachschubführer 13
- Versorgungs-Regiments-Stab 13
  - SS-Divisions-Nachschubtruppen
  - SS-Verwaltungs-Bataillon 13
  - SS-Wirtschafts-Bataillon 13
  - SS-Sanitätsabteilung 13
    - SS-Gebirgs-Veterinär-Kompanie 13
- Divisionstruppen 13

## Kommandeure
- 2. Juli bis 9. August 1943: SS-Standartenführer Herbert von Obwurzer
- 9. August 1943 bis Juni 1944: SS-Brigadeführer und Generalmajor der Waffen-SS Karl-Gustav Sauberzweig
- Juni 1944 bis 8. Mai 1945: SS-Brigadeführer und Generalmajor der Waffen-SS Desiderius Hampel